# Вязовой (Нижегородская область)
 Вязовой  — починок в Краснобаковском районе Нижегородской области. Входит в состав Чащихинского сельсовета.

## География
Починок находится в северо-восточной части Нижегородской области к востоку от реки Ветлуги на расстоянии приблизительно 12 километров по прямой на восток от посёлка Красные Баки, административного центра района.

## Население
Постоянное население составляло 2 человека (русские 100 %) в 2002 году, 2 в 2010.